# Har Brajá
Har Brajá (en hebreo: הר ברכה‎, lit. 'Monte de la Bendición') es un asentamiento israelí ubicado en la gobernación de Nablus, en Cisjordania, Palestina. Está situado en los montes de Samaria, en la cresta sur del monte Guerizín, alrededor de 2 km al sur de Nablus. Está organizado como un asentamiento comunitario y recae bajo la jurisdicción del concejo regional de Samaria. En 2024 tenía una población de 3482 habitantes.
La comunidad internacional considera los asentamientos israelíes en Cisjordania ilegales según el derecho internacional, pero el gobierno israelí no está de acuerdo con esta posición.

## Etimología
Har Brajá lleva el nombre de uno de los dos montes que se mencionan en el libro bíblico de Deuteronomio sobre las que la mitad de las tribus de Israel ascendieron para pronunciar las bendiciones, compartiendo la cresta del monte Guerizín con la aldea samaritana de Kiriat Luza, situado a 1 km al noroeste de Har Brajá.

## Historia
Har Brajá se estableció por primera vez como un puesto militar avanzado de la Brigada Nahal, y fue desmilitarizado cuando se convirtió en un puesto residencial en el día de la independencia de Israel, Yom Haatzmaut, en el año 1983. La rápida expansión de la aldea se atribuye universalmente a la Yeshivá de Har Brajá, que fue construida en 1991, así como al director de la yeshivá, el Rabino Eliezer Melamed, que es también el rabino del asentamiento de Har Brajá. Aunque la gran mayoría de los estudiantes (unos 150 al año) no son originarios de los asentamientos israelíes, muchos de los graduados de la yeshivá regresan para vivir en los asentamientos. Algunos cristianos evangélicos procedentes de los Estados Unidos se han unido a la comunidad, contando con el apoyo del Rabino Melamed, aunque su presencia ha suscitado cierta controversia entre los residentes.

## Yeshivá
La yeshivá de Har Brajá (en hebreo: ישיבת הר-ברכה) fue fundada en 1991 por el Rabino Eliezer Melamed. Además del programa Hesder, la yeshivá ofrece un programa de becas que permite que los estudiantes solteros y casados que se han graduado en el programa hesder, tengan la oportunidad de obtener un título académico en la Universidad de Ariel, mientras continúan con sus estudios sobre la Torá en la yeshivá.